# Guido Guidi
Pour les articles homonymes, voir Guidi.
Guido Guidi est un médecin italien de la Renaissance, né à Florence le 10 février 1509,, mort à Pise le 26 mai 1569,,. Il est connu également sous son nom latinisé de Vidus Vidius et a été connu en français sous le nom de Guy Vide,. Il a été premier médecin du roi François Ier et le premier des lecteurs royaux en médecine au Collège royal.

## Biographie
Sa mère, Costanza Bigordi, est la fille du peintre Domenico Ghirlandaio. Son père est médecin.
Il est dans la trentaine, médecin reconnu, quand le cardinal Niccolò Ridolfi attire son attention sur une collection de manuscrits grecs illustrés (IXe ou Xe siècle) dus à un médecin du nom de Nicetas ; les originaux des illustrations (montrant par exemple le traitement de luxations) remontent aux premiers siècles de l'ère chrétienne,.
Invité par François Ier (qui connaissait Ridolfi et Luigi Alamanni, un autre ami de Guidi), il devient en 1542 le premier lecteur de médecine du Collège royal (l'actuel Collège de France) à Paris. Le roi le prend sous sa protection, en fait son médecin ordinaire, l'enrichit et lui donne d'amples moyens pour réaliser ses ouvrages. Son enseignement est populaire et les autres professeurs permettent à leurs élèves de compter les cours de Vidius comme heures d'étude.
Guidi retourne en Italie à la mort de François Ier en 1547 ; son successeur comme lecteur est Jacques Dubois (Jacobus Sylvius), que François Ier avait privé de sa promotion en favorisant Guidi. Guidi pour sa part obtient une chaire à l'université de Pise (il a comme élève Andrea Cesalpino) et devient le médecin personnel de Cosme Ier de Médicis. C'est aussi en Italie qu'il reçoit les ordres ; il exerce à la fois la médecine et le sacerdoce.
Il meurt à soixante ans, en 1569, en demandant à son neveu de publier son grand œuvre.
Dans son autobiographie, son ami Benvenuto Cellini témoigne non seulement de la science de Guidi et mais aussi de ses grandes qualités personnelles.

## Contributions

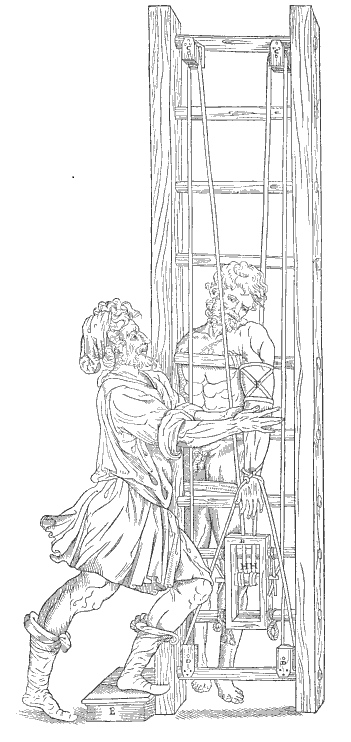
Image tirée de Chirurgia è graeco in latinum conversa : Vido Vidio florentino interprete, 1544, p. 495

### Chirurgia
Guidi publie en 1544 à Paris (il est alors au service de François Ier), sous le titre de Chirurgia è Græco in Latinum conuersa…, une compilation avec commentaires de différents traités d'Hippocrate, Galien et Oribase traduits par lui en latin ; on a mentionné Rosso Fiorentino, Le Primatice et Francesco Salviati comme illustrateurs, mais l'attribution à Salviati est la plus probable,,. Certaines des gravures sont des gravures originales. La qualité de cette édition suscite encore aujourd'hui l'admiration. Cette œuvre paraît un an après De humani corporis fabrica de Vésale, et les deux ouvrages ont joué un rôle important dans le renouveau de l'iconographie anatomique.

### Autres ouvrages
Nous lui devons de plus De anatome corporis humani, un traité d'anatomie en sept livres, composé vers 1560 et publié à titre posthume en 1611 à Venise chez Giunta. On y trouve la description d'un amphithéâtre d'anatomie en bois, de forme octogonale, mais qui n'a probablement jamais existé.
Si le passage de l'Ars medicinalis sur la greffe du nez lui est bien dû, Guidi a parlé de cette opération une trentaine d'années avant celui qu'elle a rendu célèbre, Gaspare Tagliacozzi.
Sigismond Jaccoud écrit : « Guidi Guido (Vidus Vidius), médecin de Florence (Ars univ. medicinae, t. II, chap. VI, 1596), est un des premiers qui l'aient désignée [la varicelle] avec un peu de précision par ces sortes de « vésicules pleines d'eau, brillantes comme du cristal, qui n'offrent point de gravité ». »

## Œuvres

### Œuvres originales
- De febribus, Florence, 1585 (Numérisation de Gallica)Le neveu de Vidius dut faire paraître ce traité, qui est en sept livres, afin de prendre de court quelqu'un qui s'apprêtait, pour servir sa propre réputation, à publier un ouvrage semblable d'après des notes de cours de Guidi[4].
- Ars medicinalis (Numérisation de la Bibliothèque nationale d'Autriche) — L'édition de 1611 contient De anatome corporis humani libri VII (L'anatomie du corps humain, en sept livres), qui présente entre autres la méthode de trachéotomie de Guidi[26]. (Numérisation de BIUSanté).Le volume 2 parut en 1596[27], les volumes 1 et 3 en 1611[28]. L'édition en ligne à laquelle nous faisons un lien est de 1626.

### Traductions
- Hippocrate, Galien, Oribase, Chirurgia è graeco in latinum conuersa, Vido Vidio florentino interprete cum nonnullis ejusdem Vidii cõmentarijs (La chirurgie, traduction du grec au latin par Guido Guidi, avec commentaires du traducteur), Paris, Pierre Galtier (ou Gauthier, ou Gaulthier), 1544 (Numérisation de Gallica) — Voir le tableau du contenu de Chirurgia, plus bas.
  - Les anciens et renommés autheurs de la médecine et chirurgie, Paris, 1634 — Le traducteur, non nommé, a utilisé à la fois le texte latin et le texte grec. Édition dédiée à Guy Patin.
  - Galien, De fasciis libellus — Court traité sur les bandages.

### Éponymie
- Nerf vidien
- Artère vidienne
- Il y a une rue Guido Guidi à Florence[29].

### Tableau du contenu deChirurgia
| Auteur     | Titre français                                | Titre latin           | Commentateur | Pages                           |
| ---------- | --------------------------------------------- | --------------------- | ------------ | ------------------------------- |
| Hippocrate | Des ulcères                                   | De ulceribus          | Guidi        | 1–46                            |
| Hippocrate | Des fistules                                  | De fistulas           | Guidi        | 47–60                           |
| Hippocrate | Des plaies de la tête                         | De vulneribus capitis | Guidi        | 61–130                          |
| Hippocrate | Des fractures                                 | De fracturis          | Galien       | 1 : 131 2 : 155 3 : 188         |
| Hippocrate | Des articles (c'est-à-dire des articulations) | De articulis          | Galien       | 1 : 215 2 : 256 3 : 272 4 : 316 |
| Hippocrate | De l'officine du chirurgien                   | De officina medici    | Galien       | 1 : 343 2 : 365 3 : 389         |
| Galien     | Des bandes (c'est-à-dire des bandages)        | De fasciis            |              | 415–466                         |
| Oribase    | Des lacqs                                     | De laqueis            |              | 467–476                         |
| Oribase    | Des machines & engins                         | De machinamentis      |              | 477–534                         |

Le titre français est pris de l'édition de 1634, le latin de celle de 1544. Les commentaires de Galien sont divisés en sections. Les pages sont celles de l'édition latine.